# Katapult (zespół muzyczny)
Katapult – czeski zespół rockowy grający hard rock. Został założony w 1975 roku w Pilźnie.

## Członkowie
- Oldřich Říha – gitara, wokale, harmonijka
- Andy Budka – gitara basowa, wokale
- Ondřej Timpl – perkusja, wokale

Byli członkowie
- Karel „Káša” Jahn – perkusja
- Jiří „Dědek” Šindelář – gitara basowa[2]
- Anatoli Kohout – perkusja
- Jaroslav Kadlec – perkusja
- Vladimír Krampol – perkusja
- Ludmila Podubecká – wokale
- Jaroslav Kadlec – perkusja
- Jiří Stárek – perkusja
- Milan Balcar – perkusja
- Michal Šindelář – perkusja
- Milan Tutsch – perkusja
- Pavel Lopata – perkusja

## Dyskografia
Albumy studyjne
- 2006 – (Supraphon, 1980)
- Rock de Luxe – (Supraphon, 1986)
- ...a co Rock 'n' Roll !!! – (Supraphon, 1989)
- Taste of Freedom – (Sony Music, Bonton, 1990)
- Chodníkový blues – (Monitor – EMI, 1995)
- Konec srandy – (Monitor – EMI, 1999)
- Všechno nebo nic – (Monitor – EMI, 2005)
- Radosti života – (Supraphon, 2010)
- Kladivo na život – (Warner Music Group, 2016)